# 木里合耳菊
木里合耳菊（学名：Synotis muliensis）为菊科合耳菊属的植物，为中国的特有植物。分布在中国大陆的四川等地，生长于海拔2,450米至2,700米的地区，见于草坡以及林缘岩石处，目前尚未由人工引种栽培。